# フィギュア萌え族
フィギュア萌え族（フィギュアもえぞく）とは、ジャーナリストの大谷昭宏によって作られた造語である。本記事においては、「フィギュアに対する萌え」という嗜好属性やその定義についてではなく、この造語が作られた経緯及び背景と関連する論争について詳述する。

## 経緯
「フィギュア萌え族」という言葉が誕生するきっかけとなったのは、2004年11月17日に発生した奈良小1女児殺害事件である。大谷昭宏は、この事件の犯人はアニメや恋愛ゲームに没頭するフィギュアおたくであり、犯行の動機を「少女をフィギュア化して犯人の支配欲や所有欲を満たす為」と推測。これを象徴する言葉として「フィギュア萌え族」という造語を作り、ワイドショーやスポーツ新聞などでしきりにこの言葉を引用し、事件に対する自身の主張を行った。

## 大谷昭宏のオタク観
「フィギュア萌え族」という造語を作った大谷昭宏のオタク観について触れる。

なお、「フィギュア萌え族」という造語自体を発案したのは、当時、朝日放送おはようコールABC番組担当ディレクターだった田上敦士である。

### 実際の事件を基にした漫画
東京・埼玉連続幼女誘拐殺人事件が未だ解決していなかった1988年11月、大谷昭宏が原作を務めた漫画『獅子のごとく』（作画：さだやす圭）が出版される。作品中、警察官である主人公の正義感の強さを示すエピソードにおいて、少女への性犯罪が描かれている。
また、後年の原作担当作品『こちら大阪社会部』（作画：大島やすいち）では、性的殺人事件の犯人像をストーカー的な意味合いで、「オタクっぽい奴」等と表現している。
の内、1993年に連載された内容は、大谷が過去に取材した「シーヤリング工場羽衣女子寮OL殺人事件」（1976年発生）をアレンジしたものであり、実際の事件と同様に作中でも事件は未解決のまま終わっている。

### 恋愛ゲームを基にした漫画
大谷が原作を担当した漫画『こちら社会部』（前述の『こちら大阪社会部』の続編）の中で、『バーチャルアイドル編』と題し、『同級生』や『ときめきメモリアル』を模したと思われる恋愛ゲームのマニアが、ヒロインを演じている声優を拉致し、ヒロインの攻略条件に近い状況に監禁するという架空の事件を描いている。拉致・監禁することにより、声優が自分の事を好きになると思い込んで犯行に及んだという筋立てとなっており、いわゆる「バーチャルリアリティ」や「擬似恋愛」を題材に描いたストーリーであった。

## 奈良小1女児殺害事件に関連する論争

### 大谷昭宏の発言

#### 犯行の動機について
「犯人は少女をフィギュア化して性的支配欲や所有欲を満たす為に殺害した」と主張。

#### 犯人の人間像について
犯人逮捕後、大谷昭宏は押収されたダッチワイフを指して、犯人は「フィギュアおたく」だという自説は正しかったと主張。起訴され被告となった犯人自身も、第3回公判の中で少女の遺体を「傷ついた壊れたおもちゃとしか思わなかった」と供述。この発言を、自らが主張した「モノ扱い」説の補強に利用している。しかし実際に押収されたのは、スクール水着に女性用の下着や女の子の服などを詰めて作った、頭や手足がない胴体だけの人形の様なものであり、ダッチワイフではなかった。またこの胴体だけの人形の様なものは、事件発生から3日後に犯人が作ったものであった。

#### 犯人逮捕前
事件が発生した直後の2004年11月19日、事件の第一報を伝える日刊スポーツの記事に、犯人からのメールの文言「娘をもらった」が「モノ扱い」した表現である事を根拠に、犯人が女児を人形化する為に殺害したと推理し、「人間的感情持たぬフィギュア世代の犯行か」とコメントをよせた。
2004年11月22日、ABC（朝日放送）制作のワイドショー『おはようコールABC』において、事件の犯人を「いわゆるロリコン」ではなく「フィギュア萌え族」であると主張。
翌日の日刊スポーツ・大阪エリア版の連載コラム『フラッシュアップ』では「対話も感情もない『萌え』のむなしさ」を掲載。この中で事件の犯人像として考えられるのは生身の人間ではなく、恋愛ゲームやアニメ等二次元の少女しか愛せないパソコンオタク、もしくは秋葉原系フィギュアマニアという持論を展開。また、同日の『スーパーモーニング』に電話出演した際、犯人像を「萌えの人」と表現。

そして、一連の発言の中で、犯人が女児の遺体を傷つけた事について「フィギュアおたくの非常に特徴的なところ」とコメント。

#### 犯人逮捕後
2004年12月30日早朝に逮捕された犯人は、小児性犯罪の前科を持っていたが、成人向け恋愛ゲームに必要なパソコンを所持しておらず、フィギュアマニアでもなかった。また取調の中で、犯行動機のひとつとして高校生時代に観たアダルトアニメ『くりいむレモン』の影響を挙げたが、小児性犯罪の初犯はこの作品がまだ販売されていない中学生時代に起こしたものだった。しかし、大谷昭宏は「私は最初からフィギュアオタク的なロリコンが犯人だと言ってきた」と趣旨に変化が見られるものの自説の正当性を主張した。
2005年1月13日、朝日放送のワイドショー『ムーブ!』において、「服役している性犯罪者にロリコン雑誌が差し入れられている」という話題に対し、｢日本の社会は、グダグダ言ってきてるアホたちをそういう所に放り込んで性欲減退の処置を取れる!」と発言。
2005年8月6日、事務所のホームページのコラム『「会えて、よかった」に会えて‥‥。』を執筆。このコラムによると、被告の弁護を担当している高野嘉雄弁護士が被告の反省を促すために、被告に大谷昭宏の恩師である黒田清の著書「会えて、よかった」を読ませ、それを読んだ被告が徐々に反省の意を表すようになったとの事である。大谷は急遽事務所の吉富有治に命じ、8月4日発売分の『週刊FRIDAY』に『奈良女児誘拐殺人被告「獄中で書いた読書感想文」を初公開!』という記事を書かせている。
また、2005年8月5日放送のスーパーモーニングでは、恩師の黒田清について「ジャーナリストの仕事はこの様な形で残さなければならない。高野弁護士と巡り合う機会を作ってくれた事に縁を感じる」、また高野弁護士の姿勢について「『社会がどうしたらこういう人間が出てくる事を防御できるのか学習して欲しい』と仰っている」とコメントし、ジャーナリストとして被告自身に向き合う事の重要性を示唆している。

### 発言への批判

#### Web
2004年12月9日、「表現の自由の保護」を目的に漫画家などクリエイターが中心となって結成したNGO-AMIより、公開質問状が送付されている。大谷が2004年11月23日の日刊スポーツ・大阪エリア版に掲載したコラム『大谷昭宏フラッシュアップ　対話も感情もない「萌え」のむなしさ』について、その見解を問いただす内容であった。しかし大谷の返答は「取材元に関わるため、言及できない」というものであった。これに対しNGO-AMIは『放送レポート』（メディア総合研究所）193号にて強く批判している。
精神科医の斎藤環は、上記の殺害事件にまだ何の証拠もない段階でフィギュア萌え族などと言って、容疑者が自作していたダッチワイフを関係もないフィギュアと絡め、まったく外れたにもかかわらず主張を続けたようなインチキが賛同を集めてしまう現象が、オタクバッシングに繋がると話している。

#### 雑誌メディア
2005年1月25日に発売された扶桑社の『週刊SPA!』2月1日号が、『誤解と偏見の「オタク迫害」に異議アリ!』という特集を組んでこの問題を取り上げた。
この中で社会民主党の保坂展人衆院議員（当時）は、教育ジャーナリストとして、被疑者逮捕前に予断で犯人像について騒ぎ立てたメディアを、「事件とは関係ないところでロリコンやフィギュア好きを迫害する気分を作ってしまう」と批判し、被疑者逮捕後の報道内容については「被疑者が何故犯行に至ったのかという事件の本質を検証しなければ、報道の意味がない」と指摘した。